# 4345 Rachmaninoff
4345 Rachmaninoff è un asteroide della fascia principale. Scoperto nel 1988, presenta un'orbita caratterizzata da un semiasse maggiore pari a 2,9032927 UA e da un'eccentricità di 0,0400489, inclinata di 2,85807° rispetto all'eclittica.
Il nome dell'asteroide è dedicato al compositore russo Sergei Rachmaninoff.